# Liste der Monuments historiques in Clamanges
Die Liste der Monuments historiques in Clamanges führt die Monuments historiques in der französischen Gemeinde Clamanges auf.

## Liste der Objekte
| Bezeichnung                     | Beschreibung                                               | Standort                                     | Kennzeichnung | Schutzstatus | Datum | Bild |
| ------------------------------- | ---------------------------------------------------------- | -------------------------------------------- | ------------- | ------------ | ----- | ---- |
| Mariä-Himmelfahrts-Retabel      | Stein, farbig gefasst und vergoldet, 17. Jahrhundert       | in der Kirche Assomption-de-la-Vierge (Lage) | PM51000294    | Classé       | 1965  |      |
| Altartisch                      | Marmor, 18. Jahrhundert                                    | in der Kirche Assomption-de-la-Vierge (Lage) | PM51002394    | Inscrit      | 1976  |      |
| Zwei Reliefs Mariä Verkündigung | Holz, farbig gefasst und vergoldet, 18. Jahrhundert        | in der Kirche Assomption-de-la-Vierge (Lage) | PM51003409    | Inscrit      | 2001  |      |
| Gemälde Taufe Christi           | Ölfareb auf Leinwand, 17. Jahrhundert; nach Pierre Mignard | in der Kirche Assomption-de-la-Vierge (Lage) | PM51002395    | Inscrit      | 1976  |      |
| Kruzifix                        | Holz, farbig gefasst, 14. Jahrhundert                      | in der Kirche Assomption-de-la-Vierge (Lage) | PM51002397    | Inscrit      | 1976  |      |
| Skulptur Heiliger Sebastian     | Holz, farbig gefasst, 17. Jahrhundert                      | in der Kirche Assomption-de-la-Vierge (Lage) | PM51002396    | Inscrit      | 1976  |      |